# Breivikeidet
Breivikeidet (nordsamiska: Guohcavuopmi) är en by i Tromsø kommun i Troms fylke i norra Norge. Orten ligger vid fylkesväg 91, på västra sidan av Ullsfjorden. Den har färjeförbindelse med byn Svensby på andra sidan fjorden.